# Oldřich Bakus
Oldřich Bakus (* 3. května 1975, Jihlava, Československo) je bývalý český hokejový útočník.

## Kariéra
Oldřich Bakus je odchovancem jihlavského hokeje. Do vrcholového hokeje se prosadil během svého angažmá v Třebíči, kde hrál za tamější Horáckou Slavii, ve které působil v letech 1996–2001, hned v první sezóně pomohl k historickému postupu do první české hokejové ligy. V sezóně 2000/2001 přestoupil do Dukly Jihlava, která také hrála v 1. lize. V sezóně 2002/2003 se na jeden zápas ukázal v české extralize, kde nastoupil za klub HC Oceláři Třinec. V sezóně 2003/2004 odehrál za Spartu Praha 7 zápasů v extralize, ale většinu sezóny hrál v Jihlavě se kterou postoupili z 1. ligy do extraligy. Díky tomu hrál po celou sezónu 2004/2005 v extralize, ze které ale sestoupili zpět do 1. ligy. V sezóně 2005/2006 odehrál v extralize jeden zápas za Litvínov a zbytek sezóny hrál opět v Jihlavě. V Jihlavě pokračoval do konce sezóny 2010/2011 ve které obsadil třetí místo v kanadském bodování 1. ligy.
Dne 16. března 2011 oznámil (byl 12 let kapitánem Jihlavy) ukončení profesionální hráčské kariéry.
Po skončení kariéry zůstal v Jihlavě, kde se věnuje práci jednatele v prodejně automobilů. Ve společnosti se zabývá i koordinací spolupráce s hokejovým klubem HC Dukla Jihlava.
Má dvě dcery, které se věnují krasobruslení.

## Týmové úspěchy
- 2003/2004 – Vítězství v 1. české národní hokejové lize s týmem HC Dukla Jihlava.

## Prvenství
- Debut v ČHL – 2. března 2003 (HC JME Znojemští Orli proti HC Oceláři Třinec)
- První asistence v ČHL – 18. září 2004 (HC Dukla Jihlava proti HC Chemopetrol Litvínov)
- První gól v ČHL – 24. září 2004 (HC Vítkovice Steel proti HC Dukla Jihlava, českému brankáři Marku Pincovi)

## Klubové statistiky
| Sezóna           | Klub                     | Soutěž           |     | Základní část | Základní část | Základní část | Základní část | Základní část |    | Play off | Play off | Play off | Play off | Play off |
| Sezóna           | Klub                     | Soutěž           | Z   | G             | A             | B             | TM            | Z             | G  | A        | B        | TM       |          |          |
| 1996/97          | SK Horácká Slavia Třebíč | 2. ČHL           | —   | —             | —             | —             | —             | —             | —  | —        | —        | —        |          |          |
| 1997/98          | SK Horácká Slavia Třebíč | 1. ČHL           | 52  | 22            | 21            | 43            | 37            | —             | —  | —        | —        | —        |          |          |
| 1998/99          | SK Horácká Slavia Třebíč | 1. ČHL           | 52  | 25            | 19            | 44            | 77            | —             | —  | —        | —        | —        |          |          |
| 1999/00          | SK Horácká Slavia Třebíč | 1. ČHL           | 39  | 18            | 21            | 39            | 44            | 5             | 5  | 2        | 7        | 4        |          |          |
| 2000/01          | SK Horácká Slavia Třebíč | 1. ČHL           | 26  | 11            | 10            | 21            | 20            | —             | —  | —        | —        | —        |          |          |
| 2000/01          | HC Dukla Jihlava         | 1. ČHL           | 11  | 5             | 10            | 15            | 16            | 7             | 2  | 4        | 6        | 14       |          |          |
| 2001/02          | HC Dukla Jihlava         | 1. ČHL           | 40  | 12            | 16            | 28            | 51            | 13            | 8  | 5        | 13       | 2        |          |          |
| 2002/03          | HC Oceláři Třinec        | ČHL              | 1   | 0             | 0             | 0             | 0             | —             | —  | —        | —        | —        |          |          |
| 2002/03          | HC Dukla Jihlava         | 1. ČHL           | 40  | 19            | 11            | 30            | 51            | 11            | 6  | 5        | 11       | 29       |          |          |
| 2003/04          | HC Dukla Jihlava         | 1. ČHL           | 40  | 23            | 15            | 38            | 44            | 12            | 7  | 6        | 13       | 12       |          |          |
| 2003/04          | HC Sparta Praha          | ČHL              | 7   | 1             | 0             | 1             | 4             | —             | —  | —        | —        | —        |          |          |
| 2004/05          | HC Dukla Jihlava         | ČHL              | 52  | 8             | 9             | 17            | 42            | —             | —  | —        | —        | —        |          |          |
| 2005/06          | HC Chemopetrol Litvínov  | ČHL              | 1   | 0             | 0             | 0             | 2             | —             | —  | —        | —        | —        |          |          |
| 2005/06          | HC Dukla Jihlava         | 1. ČHL           | 52  | 30            | 35            | 65            | 69            | 6             | 4  | 2        | 6        | 4        |          |          |
| 2006/07          | HC Dukla Jihlava         | 1. ČHL           | 49  | 30            | 25            | 55            | 115           | 4             | 0  | 2        | 2        | 6        |          |          |
| 2007/08          | HC Dukla Jihlava         | 1. ČHL           | 35  | 20            | 25            | 45            | 44            | 5             | 1  | 4        | 5        | 2        |          |          |
| 2008/09          | HC Dukla Jihlava         | 1. ČHL           | 42  | 27            | 28            | 55            | 32            | 8             | 4  | 4        | 8        | 14       |          |          |
| 2009/10          | HC Dukla Jihlava         | 1. ČHL           | 26  | 13            | 21            | 34            | 51            | 10            | 3  | 4        | 7        | 6        |          |          |
| 2010/11          | HC Dukla Jihlava         | 1. ČHL           | 43  | 22            | 24            | 46            | 50            | 8             | 4  | 0        | 4        | 6        |          |          |
| ELH celkově      | ELH celkově              | ELH celkově      | 61  | 9             | 9             | 18            | 48            | –             | –  | –        | –        | –        |          |          |
| 1. ČHL celkově   | 1. ČHL celkově           | 1. ČHL celkově   | 547 | 277           | 281           | 558           | 701           | 89            | 44 | 38       | 82       | 99       |          |          |
| Celkem v kariéře | Celkem v kariéře         | Celkem v kariéře | 608 | 286           | 290           | 576           | 749           | 89            | 44 | 38       | 82       | 99       |          |          |